# ベティーナ・プスチー
ベティーナ・プスチー（またはプスチ、Bettina Pousttchi、1971年 - ）は、ベルリンを基盤として創造活動をする現代アーティスト。写真、印刷、立体造形など様々なメディアを使い、社会や追憶、時間や歴史などをテーマに表現した作品を発表している。ドイツ ラインラント＝プファルツ州、マインツ出身 。